# Rafael Castellín
Rafael Castellín (Maturín, 2 settembre 1975) è un ex calciatore venezuelano, di ruolo attaccante.

## Palmarès

### Club

#### Competizioni nazionali
- Campionato venezuelano: 5

Caracas: 1996-1997, 2003-2004, 2006–2007, 2008–2009, 2009–2010
- Copa Venezuela: 1

Caracas: 2009

### Individuale
- Capocannoniere della Coppa Merconorte: 1

1998 (4 reti)